# 김응태 (프로게이머)
김응태(2001년 1월 9일 ~ )는 대한민국의 전직 카트라이더 프로게이머로 아이디는 Percent를 사용했다.

## 선수 시절
2018년 1월 20일, 넥슨 카트라이더 리그 듀얼 레이스 시즌 3에 출전하면서 커리어를 시작했다.
2019년 3월 23일, ROX 랩터스에 입단했다. 2019-2 시즌 팀전 4위, 개인전 24위를 기록했다.
2020시즌을 앞두고 ROX와 재계약을 체결했다. 2020-1 시즌 팀전 준우승, 개인전 8위를 달성했다. 이후 군 입대로 인하여 팀에서 퇴단했다.
2020년 9월, 군에 입대했다. 2022년 3월, 전역했다.
2022년 6월 26일, 팀 GP에 입단하면서 선수로 복귀했다. 시즌 전 팀이 해체되었다.
2022-2 시즌 개인전 5위를 기록했다. 2022 수퍼컵 시즌 개인전 8위를 기록했다.
2023년 3월, Sensation 소속으로 활동한다. 프리시즌1 팀전 6위, 개인전 18위를 기록했다. 프리시즌2 팀전 4위, 개인전 28위를 기록했다.
2023년 9월, 무소속으로 활동한다. 2023시즌 개인전 28위를 기록했다.

## 소속팀
| # | 팀명       | 소속 기간               | 소속 리그 | 비고 |
| - | ---------- | ----------------------- | --------- | ---- |
| 1 | 꾼         | 2019.01.05 ~ 2019.03.23 | KRL       |      |
| 2 | ROX 랩터스 | 2019.03.23 ~ 2020.07.06 | KRL       |      |
| 3 | 팀 GP      | 2022.06.26 ~ 2022.06.28 |           |      |
| 4 | Sensation  | 2023.03.26 ~ 2023.07.25 | KDL       |      |

## 수상 내역
공식 대회 준우승 1회
- 넥슨 카트라이더 리그 2019 시즌 1 팀전 3위
- 2020 SKT JUMP 카트라이더 리그 시즌 1 팀전 준우승